# Дилма (Мехедінць)
Дилма (рум. Dâlma) — село у повіті Мехедінць в Румунії. Входить до складу комуни Бала.
Село розташоване на відстані 269 км на захід від Бухареста, 30 км на північ від Дробета-Турну-Северина, 105 км на північний захід від Крайови.

## Населення
За даними перепису населення 2002 року у селі проживала 391 особа, усі — румуни. Усі жителі села рідною мовою назвали румунську.